# كادر (شخصيات مصورة)
كادر هي مجموعة أشرار خارقين في دي سي كومكس، بأستثناء أعضاء كادر الخالد، معظمهم أفتدى وأصبحوا أبطالاً قبل نهاية القصة.

## تاريخ النشر
الظهور الأول لكادر كان في فرقة العدالة الأمريكية #235 شباط / فبراير (1985) تم إنشاؤها بواسطة جيري كونواي وتشاك باتون.

## تاريخ الفريق الخيالي

### أوفرماستر كادر
بدأ الشرير الفضائي الكوني المعروف باسم أوفرماستر بأختبار اللياقة البدنية للإنسانية ليسكنوا الأرض. و أستدعى له مجموعة من الأشرار وقدم لهم قوى خارقة وأصبحوا كادر. قاتلت كادر ضد فرقة العدالة في مناسبات مختلفة ومرت بالعديد من التجسيدات. وتوفي العديد منهم وتم تجنيد أعضاء جدد.

### كادر الخالدين
كان هناك أيضاً نسخة أخرى من كادر يدعى بكادر الخالدين. وهذه النسخة تتكون من متحولون دوليون تم خداعهم من قبل وكيل أوفرماستر والذي يدعى الكاهن يوحنا، الخالد. وتم قتل مهايوجى بينما كان يحرر عضو JLI مايا من السيطرة على العقل. وبعد كشف الحقيقة انضمت كا من سينيكا وأوزوريس إلى JLI في معركتهم ضد أوفرماستر، ولكن لم يظهروا بعدها في كون دي سي منذ ذلك الحين.

### كادر الثاني
تم تشكيل نسخة أخرى من كادر بأعضاء مجموعات دي سي الشريرة الصغيرة مثل المتطرفين.

### كادر الثالثة
بعد ذلك تم تشكيل نسخة أخرى من كادر، بقيادة الدكتور بولاريس، وقاتلوا في وقت لاحق شركة الطاقة.

## الأعضاء
هناك التجسيد مختلفة من كادر. وهم:

### أوفرماستر كادر
- أوفرماستر - فضائي غامض شبيه لغالاكتوس عمره 580 مليون سنة، قتل بغير قصد من قبل الرجل المدهش.
- القداس الأسود Black Mass فيزيائي سابق في M. I. T. ذو قوى التحكم بالجاذبية.
- القبضة المحطمة Shatterfist - كوري فنان الدفاع عن النفس والذي يملك قبضات بأمكانها ان تحطم أي شيء. قتل من قبل OMAC.
- العتلة Crowbar زعيم عصابة ديترويت السابق مع العتلة الميتافيزيقي metaphysical crowbar.
- الكرة السريعة  - استخدام البدلة الروبوتية التي سمحت له أن رمي كرة البيسبول الحجم المتفجرات. قتل من قبل OMAC.
- الغروب Nightfall - طالبة كلية سابقة جندت من قبل أوفرماستر وأنضمت إلى فريقه كادر الأصلي, يمكن لأساورها إنشاء ميدان-فارغ من الظلام النقي بأمكانه أمتصاص كل الضوء و الطاقة الحركية في منطقة معينة. قاتلت الغروب إلى جانب كادر في معركتهم ضد فرقة العدالة الأمريكية, وأصبحت في وقت لاحق جزء من «جيش» سايرس من الشريرات الخارقات. ومؤخرا حاولت الغروب مع فريقها كادر السيطرة على العالم بمساعدة من الدكتور بولاريس و الأسير كونترولير. وتمت إحباط خططهم من قبل شركة الكهرباء. الغروب عادت للظهور مجدداً في فرقة العدالة الأمريكية #17, جنباً إلى جنب مع الكتلة السوداء والعتلة, يحاولون مغادرة الولايات المتحدة هربا من القبض. ويتم إيقافهم من قبل البرق الأسود..
- الصرد Shrike - مريض عقلي ذو صرخة صوتية وأجنحة. توفي في مهمة مع الفرقة الأنتحارية.

### كادر الخالدين
- الكاهن يوحنا - الملقب بالخالد. أراد تخليص العالم من التكنولوجيا الحديثة. قتل من قبل أوفرماستر لفشله في هزيمة JLI.
- ايوالد أولافسون - شقيق آيس; خادم أوفرماستر.
- مايا - عضو سابق في JLA من الهند.
- ماهايوغي - شبح هندوسي وعبد الإله شيفا. هو الذي أعطى مايا قواها.
- الكاهن Druid - شرير أنجليزي. توفي في نهاية القصة.
- السلامى Phalanx - بطل إيطالي يرتدي درع روماني وبأمكانه إنشاء نسخ من نفسه.
- محمد بن بورنو - بطل من شمال أفريقيا ذو رمح كهربائي والذي يطلق صواعق البرق ويركب على حصان آلي طائر.
- موساشي - محارب ياباني وبطل خارق ذو قوى خارقة.
- سينيكا - بطلة من الأمريكيون الأصليون ذات قوى خارقة.
- تشيوهتيكوتلي - محاربة مكسيكية بزي الأزتيك ذات قوى الطاقة الشمسية.
- أوزوريس - بطل مصري يرتدي درع ذهبي، ويعتقد أنه كان أوزوريس إعاد تجسده.

### كادر الثاني
- آيس - مخدوعة من قبل أوفرماستر وتقتل في نهاية المطاف.
- المدمر Devastator  - درع قوي ورمح ثلاثي الشعب، أصاب الداعم الذهبي Booster Gold بجروح خطيرة.
- المتطرفين الجدد The New Extremists
- لواء الآرية Aryan Brigade

### كادر الثالثة
- دكتور بولاريس - القوى المغناطيسية، عالج القداس الأسود وإصلح الفريق.
- النجم الضارب Starshrike - شبيه بالنسخة الأصلية ذو سلطات مماثلة وأجنحة.
- القبضة المحطمة Shatterfist فنان الدفاع عن النفس أمريكي والذي يمكن لقبضاته تحطيم أي شيء.
- القداس الأسود Black Mass عضو سابق في M. I. T. فيزيائي ذو قوى التحكم في الجاذبية.
- العتلة Crowbar زعيم عصابة ديترويت السابق مع العتلة الميتافيزيقي metaphysical crowbar.
- الكرة السريعة Fastball - يمكنه رمي كرة البيسبول (أو قنبلة) بسرعة عالية جداً.
- هبوط الليل Nightfall - أساور تمتص الضوء والطاقة الحركية.

## في وسائل الإعلام الأخرى

### التلفزيون
- القبضة المحطمة والقداس الأسود والكرة السريعة والعتلة ضمن فريق كادر الذي ظهر في فرقة العدالة دون حدود حلقة «صراع». تمت هزيمتهم من قبل سوبرمان وباتمان بسرعة. ظهر القداس الأسود والكرة السريعة في وقت لاحق كأعضاء في جمعية سرية. ظهر القبضة المحطمة أيضاً في وقت لاحق يقاتل كلب الجحيم في الروليت.

## وصلات خارجية
- دليل DCU: كادر
- فرق كونية: كادر